# Diplostyla

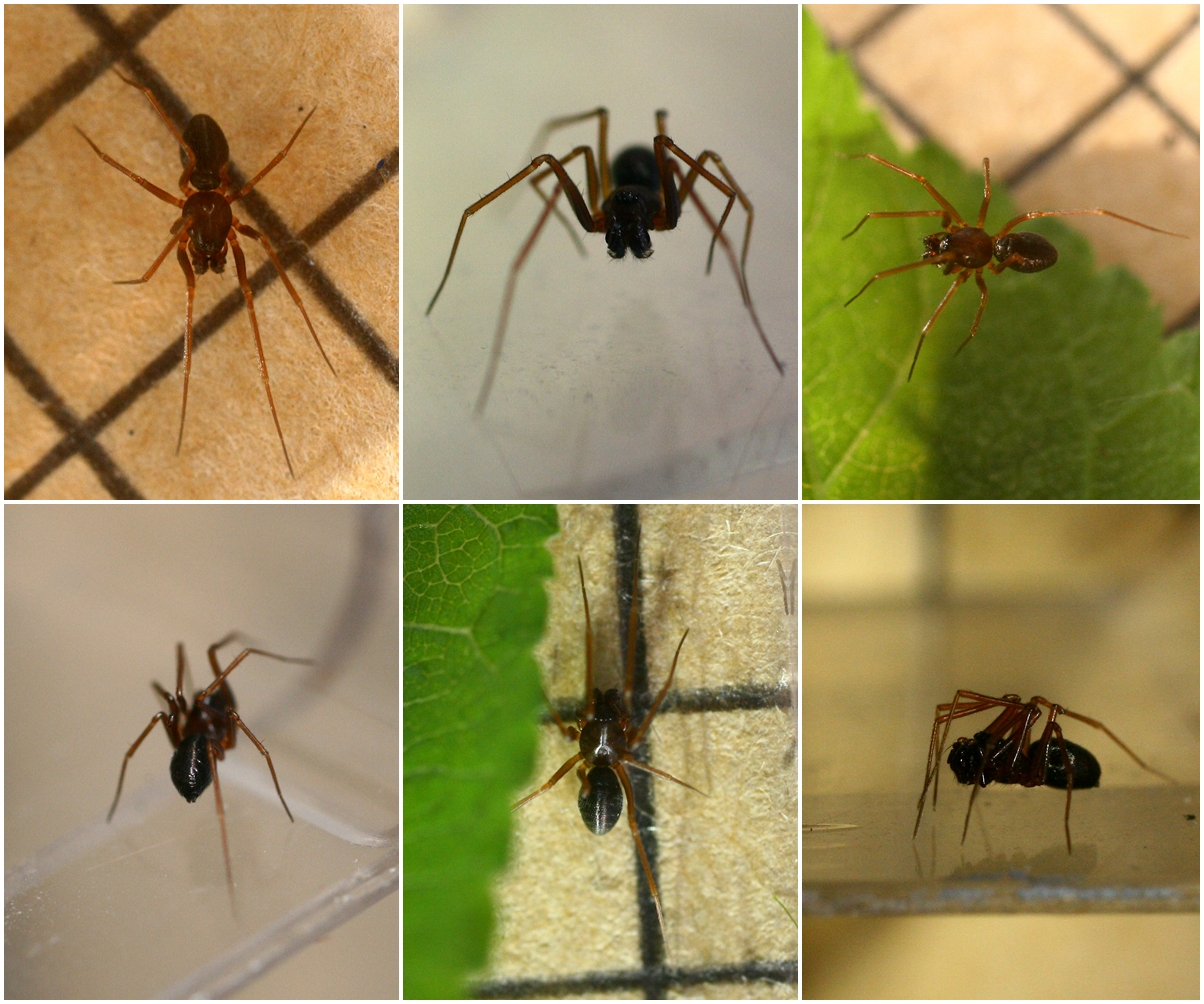
Foto de algumas aranhas do gênero Diplostyla.

Diplostyla é um gênero de aranhas da família Linyphiidae descrito em 1882 endêmico da Rússia e Turquia.